# HMS Anchorite
Pour les articles homonymes, voir Anchorite.
Le HMS Anchorite (pennant number : P422) était un sous-marin britannique de classe Amphion de la Royal Navy. Il fut construit par Vickers-Armstrongs et lancé le 22 janvier 1946.

## Conception
Comme tous les sous-marins de classe Amphion, le HMS Anchorite avait un déplacement de 1 360 tonnes à la surface et de 1 590 tonnes lorsqu’il était immergé. Il avait une longueur totale de 89,46 m, un maître-bau de 6,81 m et un tirant d'eau de 5,51 m. Le sous-marin était propulsé par deux moteurs diesel à huit cylindres Admiralty ML développant chacun une puissance de 2 150 ch (1 600 kW). Il possédait également quatre moteurs électriques, produisant chacun 625 ch (466 kW) qui entraînaient deux arbres d'hélice. Il pouvait transporter un maximum de 219 tonnes de gazole, mais il transportait habituellement entre 159 et 165 tonnes.
Le sous-marin avait une vitesse maximale de 18,5 nœuds (34,3 km/h) en surface et de 8 nœuds (15 km/h) en immersion. Lorsqu’il était immergé, il pouvait faire route à 3 nœuds (5,6 km/h) sur 90 milles marins (170 km) ou à 8 nœuds (15 km/h) sur 16 milles marins (30 km). Lorsqu’il était en surface, il pouvait parcourir 15200 milles marins (28 200 km) à 10 nœuds (19 km/h) ou 10500 milles marins (19 400 km) à 11 nœuds (20 km/h). Le HMS Anchorite était équipé de dix tubes lance-torpilles de 21 pouces (533 mm), d’un canon naval QF de 4 pouces Mk XXIII, d’un canon de 20 mm Oerlikon et d’une mitrailleuse Vickers de .303 British. Ses tubes lance-torpilles étaient montés à la proue et la poupe, et il pouvait transporter vingt torpilles. Son effectif était de soixante et un membres d’équipage.

## Engagements
Le HMS Anchorite a été construit au chantier naval de Vickers-Armstrongs à Barrow-in-Furness. Sa quille fut posée le 19 juillet 1945, il est lancé le 22 janvier 1946 et achevé le 18 novembre 1947. Pendant leur construction et avant leur lancement, les noms des HMS Anchorite et Amphion ont été intervertis. Le navire a donc été baptisé Anchorite (en français : anachorète). Et de fait, son insigne représentait un bernard-l'ermite (jeu de mots avec les ermites chrétiens) dont seules les deux pinces dépassent de la coquille, posé sur une ancre d'or.
En 1953, il participe à la Fleet Review pour célébrer le couronnement de la reine Élisabeth II.
Le HMS Anchorite s’échoua le 12 octobre 1956 dans la baie de Rothesay, dans le Firth of Forth.
Le 3 octobre 1960, Le HMS Anchorite, qui était membre du 4th Submarine Squadron basé à Sydney, a heurté un rocher inconnu dans le golfe de Hauraki au large d’Auckland, en Nouvelle-Zélande, à une profondeur de 110 pieds (34 m). L’incident n’a fait aucun blessé. Le commandant du sous-marin, le capitaine de corvette W. L. Owen, a été blanchi de tout blâme pour l’incident lors de la cour martiale qui en a résulté,. La roche est maintenant connue sous le nom de Anchorite Rock sur les cartes marines de la région. Elle se situe à une profondeur de 16 m, par 36° 26′ S, 175° 08′ E,,,.